# Winthrop Rockefeller ml.
Winthrop Paul Rockefeller (New York, 17. rujna 1948. – Little Rock, Arkansas, 16. srpnja 2006.), američki političar i poduzetnik, koji je obnašao dužnost sedamnaestog viceguvernera Arkansasa (1996. – 2006.). Bio je jedini sin Winthropa Rockefellera (1912. – 1973.), koji je vršio dužnost guvernera Arkansasa (1967. – 1973.) i bio vlasnik profitabilne tvrtke Winrock. Za razliku od ostalih članova bogate poduzetničke obitelji Rockefeller, koji su bili koncentrirani na istočnoj obali SAD-a, Winthrop mlađi je, poput svog oca, izabrao unutrašnjost države za svoj život.

## Životopis
Winthrop ml. rodio se kao jedino dijete u obitelji oca Winthropa Rockefellera i majke Barbare Sears, pravim imenom Jievute "Bobo" Paulekiute, kćerkom litavske imigrantske obitelji. Poslije razvoda njegovih roditelja 1953. godine, otac mu se odselio u Arkansas, dok se on odselio s mjakom u Europu, gdje se školovao u Švicarskoj, Francuskoj i Velikoj Britaniji. Poslije se vratio u SAD te je diplomirao menadžment na Teksaškom kršćanskom sveučilištu u Fort Worthu.
Godine 1971. oženio je Deborah Cluett Sage, koju je upoznao dok je studirao u Oxfordu u Engleskoj. Novopečeni bračni par odselio se u Arkansas, gdje je Winthrop ml. preuzeo tvrtku Winrock, nakon očeve smrti 1973. godine. Poslije razvoda, oženio je 1983. godine Lisenne Dudderar.
Prije ulaska u politiku, Winthrop ml. je, u skladu s obiteljskom tradicijom, sudjelovao u brojnim volonterskim radovima. Godine 1996. pobijedio je na političkim izborima za dužnost viceguvernera Arkansasa. Po istjecanju mandata, namjeravao se kandidirati za guvernera Arkansasa, ali u tome ga je spriječila bolest, kojoj je podlijegao 2006. godine.

## Privatni život
Godine 1971., oženio je Deborah Cluett Sage, s kojom je imao troje djece:
- Andrea Davidson Rockefeller (r. 1972.)
- Katherine Cluett Rockefeller (r. 1974.)
- Winthrop Paul Rockefeller ml. (r. 1976.)

Par se razveo 1979. godine. Godine 1983. oženio je Lisenne Dudderar, s kojom je imao četvero biološke djece:
- William Gordon Rockefeller
- Colin Kendrick Rockefeller
- John Alexander Camp Rockefeller
- Louis Henry Rockefeller

Usvojili su i kćer Grace, iz Hong Konga.